# Miss Kosovo

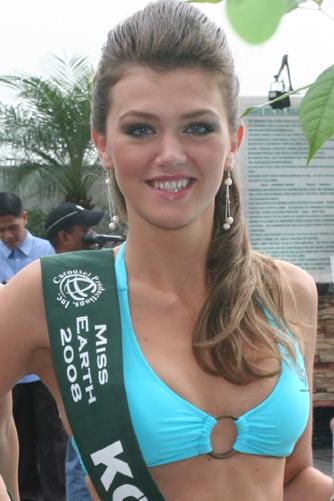
Yllka Berisha, Miss Kosovo 2008

Miss Kosovo est un concours de beauté annuel tenu au Kosovo depuis 1994. La gagnante représente son pays aux élections de Miss Univers, Miss Monde ou Miss Terre.

## Lauréates
| Année   | Miss Kosovo       |
| ------- | ----------------- |
| 1990    | Aferdita Paćarada |
| 1995    | Blerta Sila       |
| 1996    | Dielza Kolgeci    |
| 1997    | Adelina Ismajli   |
| 1998    | No Pageant        |
| 1999    | Venera Mustafa    |
| 2000    | Mimoza Hardži     |
| 2001    | Albina Hašani     |
| 2002    | Njomeza Rožaja    |
| 2003    | Agnesa Vutaj      |
| 2004-05 | No Pageant        |
| 2006    | Besa Gaši         |
| 2007    | Ilka Beriša       |
| 2008    | Kačuša Tači       |
| 2009    | Elza Marku        |

### Miss Kosovo (Pour Miss Terre)
| Année | Nom            | Classement |
| ----- | -------------- | ---------- |
| 2001  | ND             |            |
| 2002  | Mirjeta Zeka   |            |
| 2003  | Teuta Hodža    |            |
| 2004  | ND             |            |
| 2005  | ND             |            |
| 2006  | ND             |            |
| 2007  | ND             |            |
| 2008  | Ilka Beriša    |            |
| 2009  | Elza Marku     |            |
| 2010  | Morena Taraku  |            |
| 2011  | Nora Asani     |            |
| 2012  | Ajše Babatinca |            |

### Miss Universe Kosova (pour Miss Univers)
| Année | Nom                     | Classement                   |
| ----- | ----------------------- | ---------------------------- |
| 2008  | Zana Krasnići           | Top 10 (6th)                 |
| 2009  | Marigona "Gona" Draguša | 2nd runner-up (3rd)          |
| 2010  | Keštjela Pepši          | Unplaced                     |
| 2011  | Aferdita Drešaj         | Top 16                       |
| 2012  | Diana Avdiju            | Top 16 Miss Photogenic Award |
| 2014  | Artnesa Krasnići        |                              |
| 2015  | Mirjeta Šalja           |                              |
| 2018  | Zana Beriša             |                              |
| 2019  | Fatbarda Hodža          |                              |
| 2020  | Blerta Veseli           |                              |
| 2021  | Škurtesa Sejdiju        |                              |
| 2022  | Roksana Ibrahimi        |                              |
| 2023  | Arbesa Rrahmani         |                              |
| 2024  | Edona Bajrami           |                              |